# 김정식 (1915년)

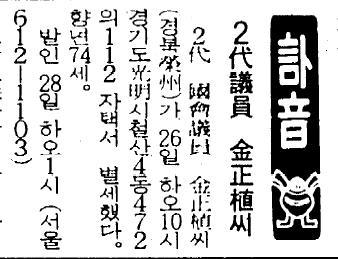
부고 기사(경향신문, 1989)

김정식(金正植, 1915년 ~ 1989년 11월 26일)은 대한민국의 국회의원이었다.
일본 오사카 약학대학을 졸업하고 신문기자, 대한청년단 영주군단장, 후생회 이사장, 제2대 국회의원을 역임하였다.

## 역대 선거 결과
|  | 0% |

|  | 23.34% |

|  | 4.0% |

## 참고 자료
- 김정식 - 대한민국헌정회